# Ню Джърси
Ню Джърси (на английски: New Jersey) е щат в региона на Средния Атлантик в североизточната част на САЩ, чийто пощенски код е NJ, а столицата му е Трентън. Площта му е 22 102 km², от които 18 856 km² суша и 3246 km² вода. Ню Джърси е с население от 8 958 013 жители (2015). Той е полуостров, граничещ на север и изток с щата Ню Йорк, особено по протежение на дължината на Ню Йорк Сити на западния край; на изток, югоизток и на юг от Атлантическия океан; на запад от река Делауеър и Пенсилвания; и на югозапад с Делауеърския залив и щата Делауеър. Ню Джърси е четвъртият най-малък щат по площ, но единадесетият по население с около 9 милиона жители (2017 г.) и най-гъсто населеният сред 50-те американски щата.
Ню Джърси е обитаван от индианци в продължение на повече от 2800 години с исторически племена като делавари по крайбрежието. В началото на XVII век холандците и шведите основават първите европейски селища в щата. По-късно англичаните завземат контрол над региона, като го наричат Провинция Ню Джърси в чест на най-големия остров от Нормандските острови – Джърси, предоставяйки го като колония на сър Джордж Картерет и Джон Бъркли, първи барон Беркли от Стратън. Ню Джърси е мястото, където се случват няколко решителни битки по време на Американската революционна война през XVIII век.

## География
По площ едва на 47-о място, Ню Джърси е най-гъсто населеният щат. В него живеят около 9 милиона жители. Разположен е между Ню Йорк на север и изток, Пенсилвания на запад и Атлантическия океан на югоизток. Наречен е така на остров Джърси в Ла Манша. Най-високата точка е връх Монтегю, окръг Съсекс (550 m). Има много реки в Ню Джърси. Главните са Манаскуан, Морис, Роуей, Раритан.

## История
Първият, изследвал крайбрежието, е италианският мореплавател Джовани да Веразано. Той стъпил тук през 1524 г. Век по-късно, през 1638 г., шведи основали първата колония. През 1660 г. холандци изградили град Берген. През 1664 г. по тези места дошли британци. Те завладели Берген и го прекръстили на Джърси Сити. Областта последователно минавала в ръцете на французи, британци, германци.
През 1721 г. Уилям Трент основал малко селище и го нарекъл с претенциозното име Трентс Таун. Амбицията на жителите била да заслужат честта да се наричат граждани и за кратко време селцето прераснало в добре устроен град. През 1790 г. Трентън бил избран за столица. В края на XVIII в. за няколко години е столица дори на Съединените щати.
През 1746 г. в Принстън бил основан първият университет – днес един от най-престижните в света.
По време на Войната за независимост (1776 – 1783) районът се превърнал в арена на многобройни сражения. Ню Джърси е третият щат, влязъл в състава на Съединените американски щати. Паметната дата е 18 декември 1787 г.
Историята на щата пази немалко любопитни събития. През 1876 г. Томас Едисън открил лаборатория в Менло Парк. Три години по-късно изобретил електрическата крушка, а през 1883 г. Росел става първият американски град, осветен от електричество. Джон Стивънс построил тук първия локомотив. През XIX век в Ню Джърси е пусната първата фериботна линия. Първият в света подземен автомобилен тунел е изграден под Хъдсън Ривър през 1927 г. Дело на инженера Клифърд Холънд, тунелът свързва Ню Джърси с Ню Йорк и е дълъг 2600 m.

## Административно деление

### Окръзи
Ню Джърси се състои от 21 окръга:
1. Атлантик (Atlantic)
2. Бърлингтън (Burlington)
3. Бъргън (Bergen)
4. Глостър (Gloucester)
5. Есекс (Essex)
6. Кейп Мей (Cape May)
7. Камдън (Camden)
8. Къмбърланд (Cumberland)
9. Монмаут (Monmouth)
10. Мидълсекс (Middlesex)
11. Морис (Morris)
12. Мърсър (Mercer)
13. Оушън (Ocean)
14. Пъсейик (Passaic)
15. Самърсет (Somerset)
16. Сейлъм (Salem)
17. Съсекс (Sussex)
18. Уорън (Warren)
19. Хъдсън (Hudson)
20. Хънтърдън (Hunterdon)
21. Юниън (Union)

## Население
Населението на щата е около 2,8% от населението на САЩ.

### Расов състав
- 68,6 % – бели
- 13,7 % – чернокожи
- 8,3 % – азиатци